# Station Cykarzew
Station Cykarzew is een spoorwegstation in de Poolse plaats Cykarzew Północny.